# École de ski

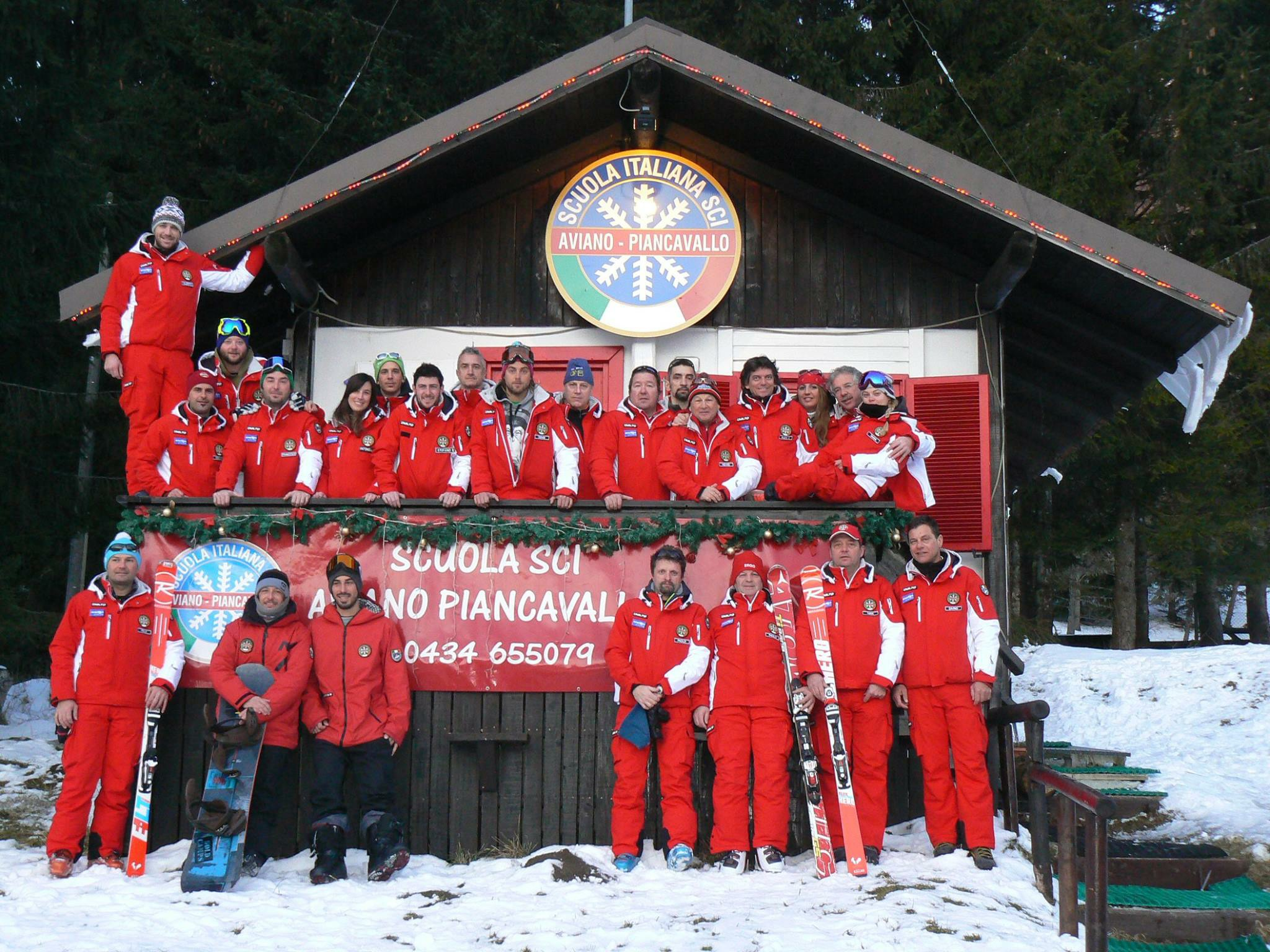
L'école de ski d'Aviano en Italie.

Une école de ski est un établissement qui enseigne le ski, généralement dans une station de ski. La version moderne de l'école de ski a été inventée par le pionnier du ski autrichien Hannes Schneider au début des années 1920 lorsqu'il a formalisé les méthodes d'enseignement et établi ces méthodes comme principes d'enseignement pour tous les moniteurs de ski de son école.

## Ecoles de ski

### Dans le monde
En ski alpin en Amérique du Nord, de nombreuses stations possèdent leur propre école de ski. En Europe, une station peut avoir plusieurs écoles de ski privées différentes. Les moniteurs sont généralement formés et certifiés par leurs organisations nationales, telles que l'Alliance des moniteurs de ski du Canada au Canada et les moniteurs de ski professionnels d'Amérique aux États-Unis, qui peuvent tous deux certifier leurs moniteurs avec un niveau international supervisé par l' International Ski Instructors'. Alliance. Dans certains cas, notamment au Canada, certains organismes provinciaux, comme OT3 en Ontario et PESQ au Québec, peuvent certifier des moniteurs de ski.

### En France

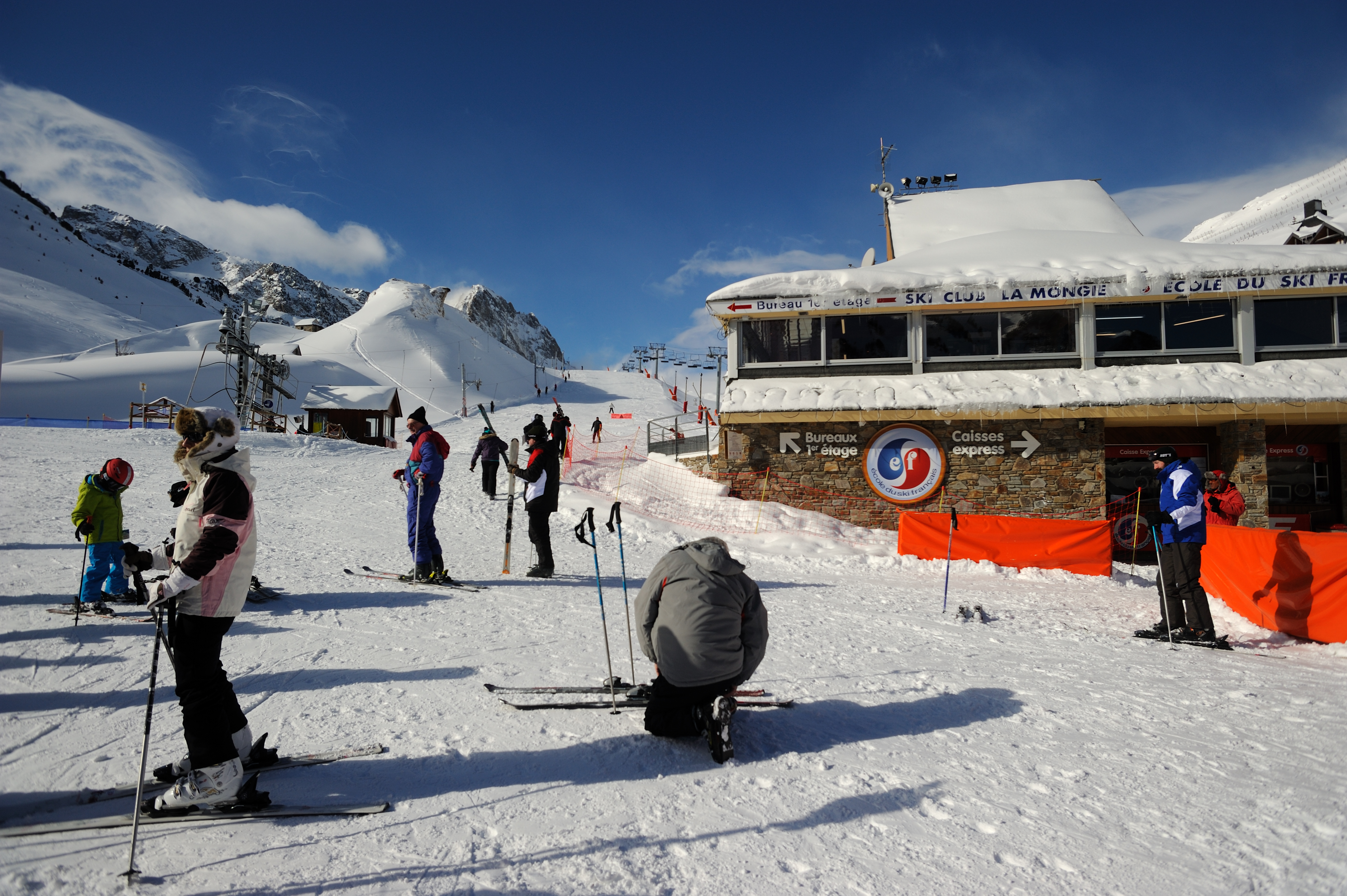
L'école de ski ESF de La Mongie.

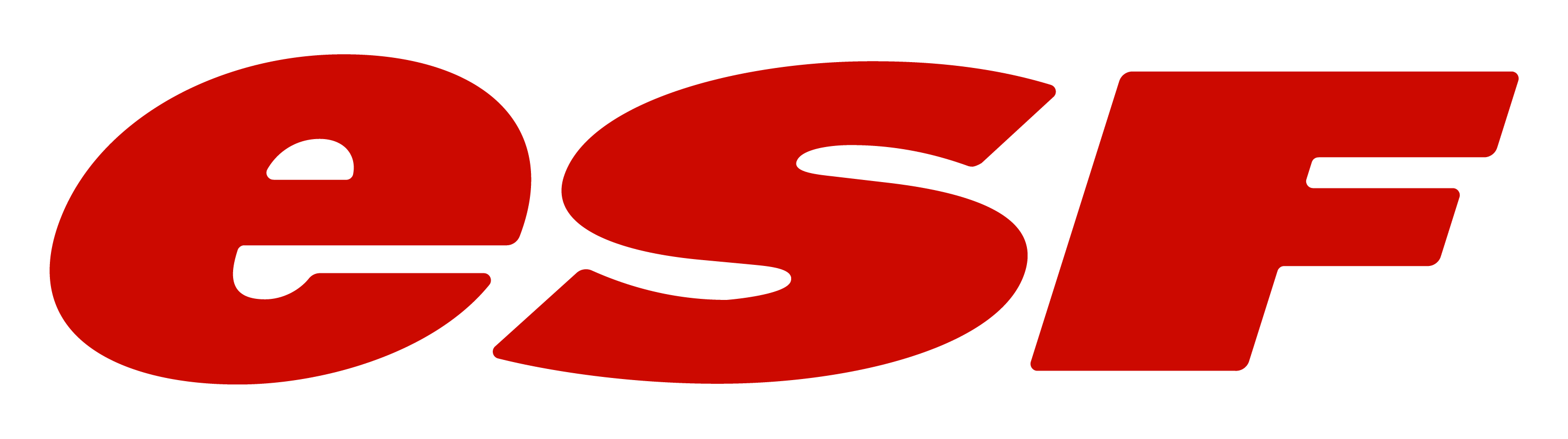
Logotype de l'École du ski français.

L'engouement pour le ski de loisir grandit dans les années 1930, après les premiers Jeux olympiques d'hiver, en 1924, à Chamonix. Les années 1960 marquent le boum des sports d'hiver. Grâce au « plan neige ». En 1970, plus de 360 stations sont répertoriées en France. En 1984, la Fédération Française de Ski compte 794 000 licenciés dans 2 350 clubs. L'essor de la pratique est vif, avec 6 % de croissance des effectifs cette même année. En France on compte deux principales écoles de ski : l'ESF (École du ski français), la plus implantée, a été fondée en 1945 ; il s'agit de la plus grande école de ski au monde ; la seconde école est l'ESI (École de ski internationale). Un syndicat est présent, le Syndicat national des moniteurs du ski français. En général ces écoles regroupent aussi l'apprentissage des sports d'hivers comme le snowboard, la raquette, etc.

## Juridiction

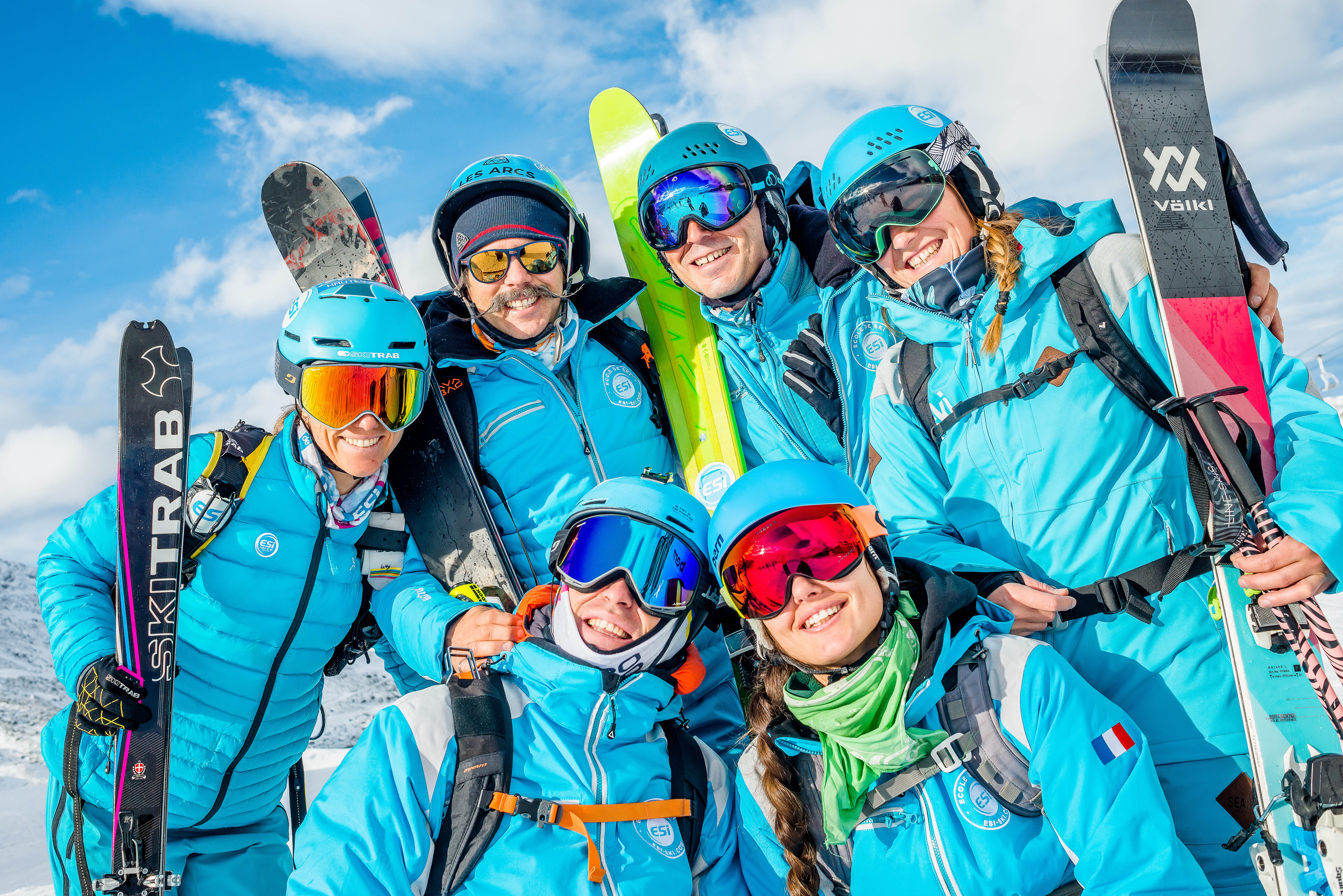
Les moniteurs de ski d'une même école possèdent en général la même combinaison de ski pour reconnaître dans quelle école ils enseignent.

Une école de ski ainsi que leurs moniteurs indépendants peuvent adhérer ou non à ces syndicats. Pour exercer en France, il faut être diplômé ou titulaire d'un diplôme européen reconnu par l’État français, être déclaré auprès de la délégation départementale du Ministère de la jeunesse, des sports et de la cohésion sociale afin d'obtenir la carte professionnelle, avoir souscrit les assurances obligatoires (responsabilité civile) et s'acquitter de ses charges.
Au Canada, les moniteurs de ski alpin et de snowboard sont généralement employés par des centres de ski où ils enseignent les techniques de ski alpin ou de snowboard.